# あすなろ書房
あすなろ書房（あすなろしょぼう）は東京都新宿区にある児童書と教育書の出版社である。童話・絵本などのほか、海外児童書の翻訳にも取り組んでいる。特に近年はミヒャエル・エンデに見出されたブックステフーダー雄牛賞受賞作家ラルフ・イーザウの翻訳書に取り組んでいる。

## 沿革
- 1961年 - 山浦常克によりあすなろ書房設立。初書籍『母と子の20分間読書』を出版開始。
- 1990年 - 翻訳書『木を植えた男』（作：ジャン・ジオノ、絵：フレデリック・バック、訳：寺岡襄）で第13回絵本にっぽん賞特別賞を受賞。
- 1998年 - 翻訳書『ゆき』（作：ユリ・シュルヴィッツ、訳：さくまゆみこ）が日本絵本賞翻訳絵本賞を受賞。
- 2000年 - 翻訳書『あなたがもし奴隷だったら…』（文：ジュリアス・レスター（英語版）、絵：ロッド・ブラウン、訳：片岡しのぶ）が第47回産経児童出版文化賞大賞を受賞。
- 2002年 - 翻訳書『ホワイト・ピーク・ファーム』（著：バーリー・ドハーティ、訳：斎藤倫子）を出版。（1984年刊行の原作は2004年フェニックス賞受賞）

## 主な出版物
- 『母と子の20分間読書』（著：椋鳩十）
- 『鏡のなかの迷宮』全3巻（著：カイ・マイヤー、絵：佐竹美保、訳：遠山明子）
- ラルフ・イーザウ原作本（イラスト：佐竹美保、訳：酒寄進一）
  - 『ネシャン・サーガ』全9巻
  - 『盗まれた記憶の博物館』上下巻
  - 『ミラート年代記』全3巻
- 『「知」のビジュアル百科』（第1期 - 第10期）シリーズ全50巻
- 『教室で読みたい本』シリーズ